# Данія на зимових Паралімпійських іграх 2014
Данія на зимових Паралімпійських іграх 2014 року була представлена 2 спортсменами в одному виді спорту.

## Гірськолижний спорт
Чоловіки
| Ульрік Ниволд | слалом, сидячи             | DNS     | DNS    | DNS | DNS | DNS | DNS | DNS | DNS | DNS |     |     |     |
| Ульрік Ниволд | гігантський слалом, сидячи | 1:41.21 | +23.11 | 27  | DNF | DNF | DNF | DNF | DNF | DNF | DNF | DNF | DNF |

Жінки
| Спортсмен     | Вид спорту                 | Забіг 1 | Забіг 1 | Забіг 1 | Забіг 2 | Забіг 2 | Забіг 2 | Остаточний/Всього | Остаточний/Всього | Остаточний/Всього |
| Спортсмен     | Вид спорту                 | Час     | Різн.   | Місце   | Час     | Різн.   | Місце   | Час               | Різн.             | Місце             |
| ------------- | -------------------------- | ------- | ------- | ------- | ------- | ------- | ------- | ----------------- | ----------------- | ----------------- |
| Ліне Дамгаард | слалом, стоячи             | 1:54.94 | +55.57  | 12      | 1:58.96 | +58.48  | 12      | 3:53.90           | +1:54.05          | 12                |
| Ліне Дамгаард | гігантський слалом, стоячи | 2:08.40 | +43.42  | 18      | 1:53.00 | +39.14  | 15      | 4:01.40           | +1:22.56          | 15                |